# Lessons to Be Learned
Lessons to Be Learned è il primo album della cantante australiana Gabriella Cilmi, pubblicato dalla Island Records nel Regno Unito il 31 marzo 2008. È stato scritto e prodotto dal team Xenomania.
L'album è stato anticipato dal singolo Sweet About Me (brano contenente nel testo anche il titolo dell'album), uscito il 17 marzo, che ha ottenuto un ottimo successo in Australia, Nuova Zelanda, Stati Uniti e diversi paesi d'Europa. La Cilmi ha dichiarato che la canzone Einstein si riferisce al suo sgomento di fronte al fatto che si riescano a mandare uomini nello spazio, ma che non si riescano a curare i tanti bambini malati qua sulla terra.

## Descrizione
Il disco è stato certificato disco d'oro in Australia. Ha venduto in totale oltre 1.000.000 di copie in tutto il mondo.

## Tracce
1. Save the Lies – 3:38 (Gabriella Cilmi, Miranda Cooper, Brian Higgins, Tim Powell, Bob Bradley, Saint Etienne)
2. Sweet About Me – 3:23 (Gabriella Cilmi, Miranda Cooper, Brian Higgins, Tim Larcombe, Xenomania)
3. Sanctuary – 3:28 (Gabriella Cilmi, Miranca Cooper, Brian Higgins, Xenomania)
4. Einstein – 3:39 (Gabriella Cilmi, Miranda Cooper, Brian Higgins, Tim Larcombe)
5. Got No Place to Go – 3:09 (Gabriella Cilmi, Miranda Cooper, Brian Higgins, Tim Powell, Nick Coler)
6. Don't Wanna Go to Bed Now – 3:09 (Gabriella Cilmi, Miranda Cooper, Brian Higgins, Tim Powell, Nick Coler, Shawn Lee)
7. Messy – 3:54 (Gabriella Cilmi, Miranda Cooper, Brian Higgins, Xenomania) – Assente nelle edizioni diffuse in Italia, Grecia, Germania e Brasile
8. Awkward Game – 3:28 (Gabriella Cilmi, Miranda Cooper, Brian Higgins, Tim Powell, Shawn Lee)
9. Safer – 3:24 (Gabriella Cilmi, Miranda Cooper, Brian Higgins, Xenomania, Nick Coler, Shawn Lee)
10. Cigarettes and Lies – 2:51 (Gabriella Cilmi, Miranda Cooper, Brian Higgins, Xenomania)
11. Terrifying – 2:37 (Gabriella Cilmi, Miranda Cooper, Brian Higgins, Xenomania)
12. Sit in the Blues – 3:23 (Gabriella Cilmi, Miranda Cooper, Brian Higgins, Tim Larcombe, Xenomania, Mike Christer)
13. Echo Beach – 3:27 (Mark Gane) – Solo nelle versioni per Regno Unito e Brasile
14. Sorry – 3:29 (Gabriella Cilmi, Adrian Hannan, Barbara Hannan) – Solo nella versione per l'Australia

### Edizioni Deluxe
Edizione Deluxe Australiana
Disco 1
1. Save The Lies
2. Sweet About Me
3. Sanctuary
4. Einstein
5. Got No Place To Go
6. Don't Wanna Go To Bed Now
7. Messy
8. Awkward Game
9. Safer
10. Cigarettes & Lies
11. Terrifying
12. Sit In The Blues
13. Sorry

Disco 2 (Ep Acustica)
1. Sanctuary
2. Sweet About Me
3. Cigarettes & Lies
4. Awkward Game
5. Cry Me A River
6. Got No Place To Go
7. Save The Lies
8. Terrifying
9. Safer

Edizione Deluxe Europea
1. Save The Lies
2. Sweet About Me
3. Sanctuary
4. Einstein
5. Got No Place To Go
6. Don't Wanna Go To Bed Now
7. Messy
8. Awkward Game
9. Safer
10. Cigarettes And Lies
11. Terrifying
12. Sit In The Blues
13. Sorry
14. Cry Me A River
15. Round and Round
16. Echo Beach
17. Warm this Winter  (Solo U.K)

## Singoli estratti
- 17 marzo 2008 - Sweet About Me
- 21 luglio 2008 - Don't Wanna Go to Bed Now[9] (in Australia)
- 18 agosto 2008 - Save the Lies
- 10 novembre 2008 - Sanctuary
- 15 dicembre 2008 - Warm this Winter

## Classifiche
| Classifica (2008) | Posizione massima |
| ----------------- | ----------------- |
| Australia         | 2                 |
| Austria           | 6                 |
| Belgio (Fiandre)  | 26                |
| Belgio (Vallonia) | 31                |
| Danimarca         | 29                |
| Francia           | 17                |
| Germania          | 10                |
| Irlanda           | 70                |
| Italia            | 40                |
| Norvegia          | 15                |
| Nuova Zelanda     | 6                 |
| Regno Unito       | 8                 |
| Paesi Bassi       | 9                 |
| Svizzera          | 7                 |

### Andamento nella classifica italiana
| Posizione | 72 | - | - | 60 | 40 | 63 | 61 | 49 | 52 | 44 | 62 | 48 | 46 | 45 | 60 | 83 | - |